# Calicata
Las calicatas o catas son una de las técnicas de prospección empleadas para facilitar el reconocimiento geotécnico, estudios edafológicos o pedológicos de un terreno. Son excavaciones de profundidad pequeña a media, realizadas normalmente con pala retroexcavadora. 
Las calicatas permiten la inspección directa del suelo que se desea estudiar y, por lo tanto, es el método de exploración que normalmente entrega la información más confiable y completa. En suelos con grava, la calicata es el único medio de exploración que puede entregar información confiable, y es un medio muy efectivo para exploración y muestreo de suelos de fundación y materiales de construcción a un costo relativamente bajo.
Es necesario registrar la ubicación y elevación de cada pozo, los que son numerados según la ubicación. Si un pozo programado no se ejecuta, es preferible mantener el número del pozo en el registro como "no realizado" en vez de volver a usar el número en otro lugar, para eliminar confusiones.
La profundidad está determinada por las exigencias de la investigación pero es dada, generalmente, por el nivel freático.
La sección mínima recomendada es de 0.80 m por 1.00 m, a fin de permitir una adecuada inspección de las paredes. El material excavado deberá depositarse en la superficie en forma ordenada separado de acuerdo a la profundidad y horizonte correspondiente. Debe desecharse todo el material contaminado con suelos de estratos diferentes. Se dejarán plataformas o escalones de 0.30 a 0.40 metros al cambio de estrato, reduciéndose la excavación. Esto permite una superficie para efectuar la determinación de la densidad del terreno. Se deberá dejar al menos una de las paredes lo menos remoldeada y contaminada posible, de modo que representen fielmente el perfil estratigráfico del pozo. En cada calicata se deberá realizar una descripción visual o registro de estratigrafía comprometida.
Las calicatas permiten:
- Una inspección visual del terreno in situ.
- Toma de muestras.
- Realización de algún ensayo de campo.

La profundidad de este tipo de reconocimiento no suele pasar de los 5 metros, aunque en casos extremos puede alcanzar los 10 metros de profundidad. La dimensión mínima en planta, indicada por la norma N.T.E., es de 75 milímetros.
En determinados tipos de terreno, cuando haya personal en su interior realizando la maniobra de toma de muestras, la calicata deberá ser entibada.

## Aplicaciones
Casos, situaciones, o tipos de terrenos, en los que se pueden realizar calicatas:
- En terrenos cohesivos principalmente. También puede realizarse en terrenos granulares, pero si se requiere un conocimiento de los parámetros resistentes, la práctica imposibilidad de toma de muestras para ensayo en laboratorio, exige la utilización de otras técnicas de reconocimiento, como la penetración estándar (SPT), sólo viables en sondeos.

- En terrenos heterogéneos, con muchos gruesos, en los que un sondeo, además de ser costoso, daría una información parcial.

- En terrenos en los que el nivel freático se encuentre por debajo del plano de investigación, o en los que sus condiciones de impermeabilidad sean suficientes para que el afloramiento de agua sea pequeño, y permita la investigación en el interior de la cata, salvo aquellas situaciones en las que se quiera conocer principalmente la cota de nivel freático.

- En situaciones en las que se presuma que se puede alcanzar, en todos los puntos, el substrato rocoso, o terreno más firme.

- En obras lineales, como en el proyecto de obras viarias o en el de obras de saneamiento.

## Etimología
La palabra calicata proviene de la conjunción de calar (del lat. chalāre), significando "penetrar", "atravesar"; y cata (del gr. κατα), cuyo significado originariamente es "hacia abajo".